# Bétignicourt
Bétignicourt – miejscowość i gmina we Francji, w regionie Grand Est, w departamencie Aube.
Według danych na rok 1990 gminę zamieszkiwały 34 osoby, a gęstość zaludnienia wynosiła 11 osób/km².